# FK Vojvodina
O FK Voivodina (sérvio: ФК Војводина), é um clube de futebol da cidade de Novi Sad, capital da província da Voivodina, na Sérvia. Foi fundado em 1914.
A equipe manda seus jogos no Stadium of Vojvodina, que tem capacidade para 15 754 espectadores. Suas cores são vermelho e branco.
Atualmente disputa o Campeonato Sérvio de Futebol, e venceu o Campeonato Iugoslavo por 2 vezes, sendo vice em outras 3 (em 1957 ficou atrás do Estrela Vermelha, em 1961 ficou atrás do Partizan e em 1975 do Hajduk Split).
Também alcançou a final da Copa da Iugoslávia por duas vezes, perdendo em 1951 para o Dinamo Zagreb por 2 a 0, e em 1997 para o Estrela Vermelha por 1 a 0. Na Copa da Sérvia, foi finalista em 2007, perdendo novamente para o Estrela Vermelha, agora por 2 a 0.
Sua conquista de maior abrangência foi ser vencedor da Copa Mitropa em 1977, onde ficou na frente de adversários como Fiorentina, Sparta Praga e Vasas Budapeste.
Nas outras copas europeias, seu melhor resultado foi atingir as quartas-de-final na Copa dos Campeões da Europa na temporada 1966/1967, depois de vencer o Atlético de Madrid nas oitavas. Foi eliminado pelo Celtic, da Escócia, que viria a ser campeão naquela temporada. Também atingiu as quartas-de-final na Copa da UEFA em 1967/1968.

## Títulos
- Campeonato Iugoslavo: 2 (1966, 1989)
- Campeonato Sérvio: 2 (2013-14, 2019-20)
- Copa Mitropa*: 1 (1977)
- Torneio originalmente organizado por um comitê liderado por Hugo Meisl e as federações nacionais participantes.[1][2]